# Synthecium patulum
Synthecium patulum is een hydroïdpoliep uit de familie Syntheciidae. De poliep komt uit het geslacht Synthecium. Synthecium patulum werd in 1852 voor het eerst wetenschappelijk beschreven door Busk. 